# Hendriksen Strait
Die Hendriksen Strait ist eine Meerenge in Nunavut (Kanada), die die zu den Sverdrup-Inseln (Teil der Königin-Elisabeth-Inseln und damit des kanadisch-arktischen Archipels) gehörenden Inseln Amund Ringnes Island (im Norden) und Cornwall Island (im Süden) trennt. Die Meerenge ist 40 Kilometer lang und 13,2 Kilometer breit und verbindet in die Norwegian Bay im Osten mit dem von Amund Ringnes, Cornwall, Devon, Bathurst, Helena, Cameron, Lougheed, King Christian und Ellef Ringnes Island umgebenen Meeresteil im Westen.